# Estació de Ferrocarril d'Anand
|  | Aquest article tracta sobre Estació de Ferrocarril d'Anand. Vegeu-ne altres significats a «Anand (desambiguació)». |

Estació de Ferrocarril d'Anand és un encreuament important situat a Anand, Gujarat. Es tracta d'un encreuament de la línia de ferrocarril que connecta Ahmedabad amb Vadodara i Mumbai i va ser inaugurat el 1901.
Una línia de via ampla de 14 milles de llarg es va inaugurar el 1929 connectant Vadtal amb Anand (Gujarat) i Boriavi, beneficiant als pelegrins que visiten el Temple Swaminarayan a Vadtal.